# Droga magistralna A6 (Litwa)
Droga magistralna A6 (lit. Magistralinis kelias A6) – Litewska droga magistralna długości 185,40 km, łącząca Kowno z granicą Łotwy (niedaleko Jeziorosów), gdzie przechodzi w łotewską drogę magistralną A13.
W całości w ciągu trasy europejskiej E262.